# Rheinmetall 20 mm

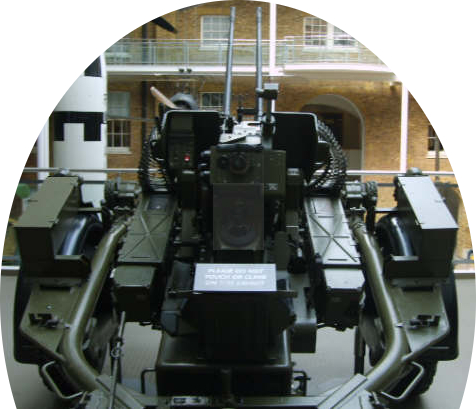
Un Cañón Antiaéreo Bitubo Rheinmetall 20 mm argentino capturado en la Guerra de las Malvinas, en exposición en el Imperial War Museum.

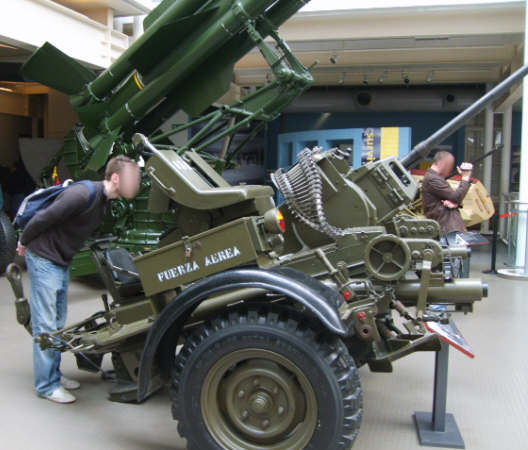
El mismo cañón, con una persona junto al mismo como referencia de escala. Insignias de la "Fuerza Aérea Argentina" son visibles en el costado, en el fondo puede verse un misil británico Thunderbird.

El cañón antiaéreo bitubo Rheinmetall 20 mm es un sistema de defensa antiaérea diseñado y producido por la firma alemana Rheinmetall AG, que consiste en una batería de dos cañones automáticos Rh 202 de calibre 20 mm.

## Historia
Su desarrollo se inició en 1968, como arma antiaérea de baja altitud para defensa de las bases de la Luftwaffe. El Comité de Presupuesto del Bundestag aprobó el sistema antiaéreo en diciembre de 1969, iniciándose la producción en serie en 1972; los primeros sistemas de serie fueron suministrados al Bundeswehr el 12 de octubre de 1972. Rheinmetall suministró el último sistema en 1976. 
Fue utilizado por la Fuerza Aérea Argentina durante la guerra de las Malvinas. Desde 1981, es también utilizado por el Ejército Portugués y la Fuerza Aérea Portuguesa. También es usado por las Fuerzas Armadas Griegas como la principal arma de defensa antiaérea.

## Especificaciones
- Tipo: sistema de defensa antiaérea
- Calibre: 20 mm (0,79 pulgadas)
- Munición: 20 × 139
- Operación: recarga accionada por gas
- Longitud: 2,61 m (8 pies 7 pulgadas)
- Peso: 2160 kg
- Cadencia de tiro: 1000 disparos por minuto
- Velocidad Inicial del Proyectil: 1050 a 1150 m/s (3440 a 3770 pies/s)
- Peso del proyectil: 134 g (0,3 libras)
- Alcance: 2000 m
- Elevación: -5.5 ° a +85 °
- Traversa: 360 °
- Artilleros: 3 o 4

## Usuarios
- Alemania (lo ha retirado del servicio)
- Argentina
- Grecia
- Portugal
- Turquía